# ستاره تیگاردنز

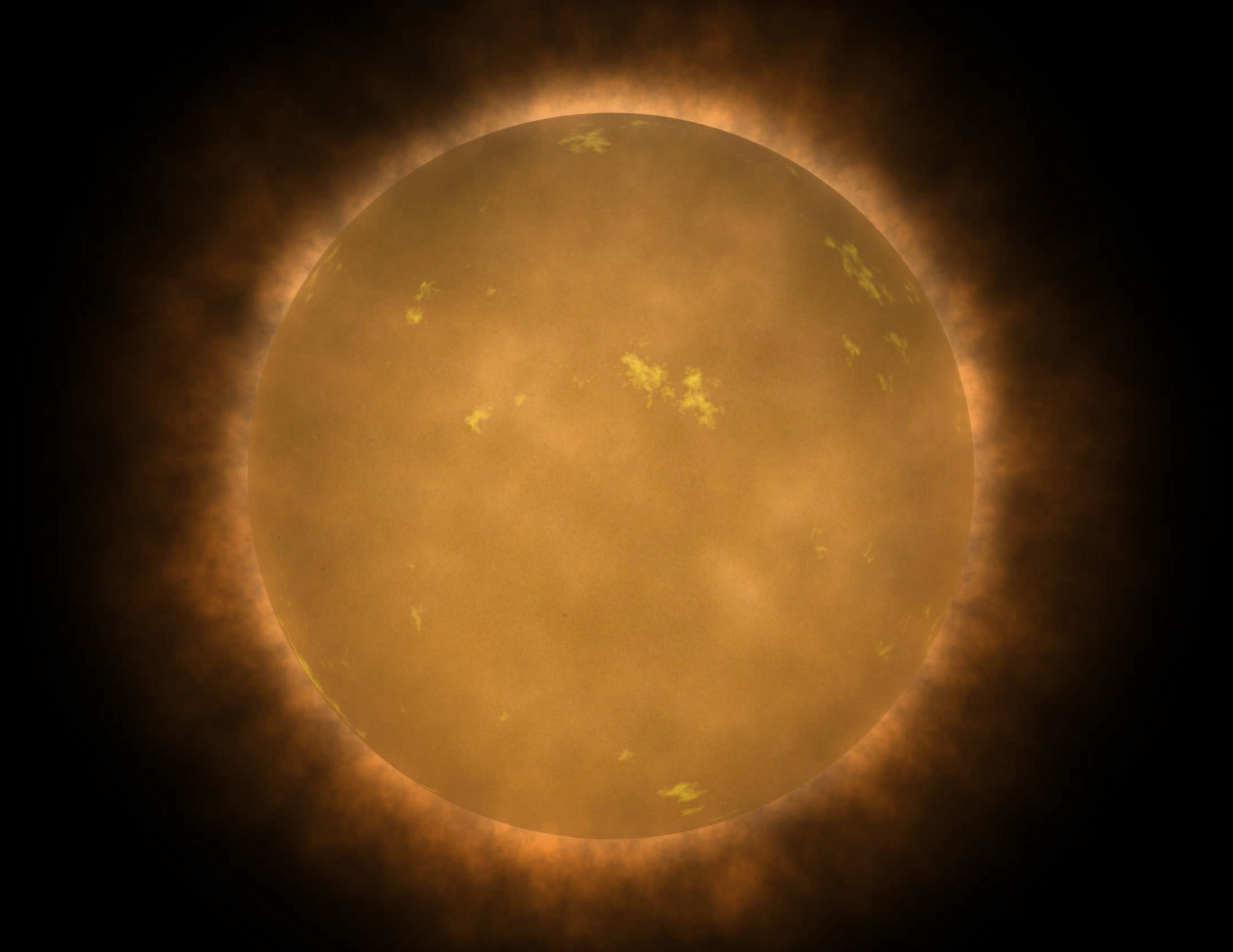
تصویر یک ستاره که از آن عکسبرداری شده

ستاره تیگاردنز یک ستاره است که در صورت فلکی بره قرار دارد.